# Villsjön (Gnarps socken, Hälsingland)
Villsjön är en sjö i Nordanstigs kommun i Hälsingland och ingår i Ljungans huvudavrinningsområde. Sjön är 21 meter djup, har en yta på 1,23 kvadratkilometer och befinner sig 156 meter över havet. Sjön avvattnas av vattendraget Villsjöån. Vid provfiske har bland annat abborre, gers, gädda och lake fångats i sjön.

## Delavrinningsområde
Villsjön ingår i det delavrinningsområde (689130-156950) som SMHI kallar för Utloppet av Villsjön. Medelhöjden är 192 meter över havet och ytan är 11,89 kvadratkilometer. Det finns inga avrinningsområden uppströms utan avrinningsområdet är högsta punkten. Villsjöån som avvattnar avrinningsområdet har biflödesordning 3, vilket innebär att vattnet flödar genom totalt 3 vattendrag innan det når havet efter 30 kilometer. Avrinningsområdet består mestadels av skog (74 procent). Avrinningsområdet har 1,14 kvadratkilometer vattenytor vilket ger det en sjöprocent på 9,6 procent.

## Fisk
Vid provfiske har följande fisk fångats i sjön:
- Abborre
- Gärs
- Gädda
- Lake
- Mört
- Nors
- Siklöja